# Sklenář

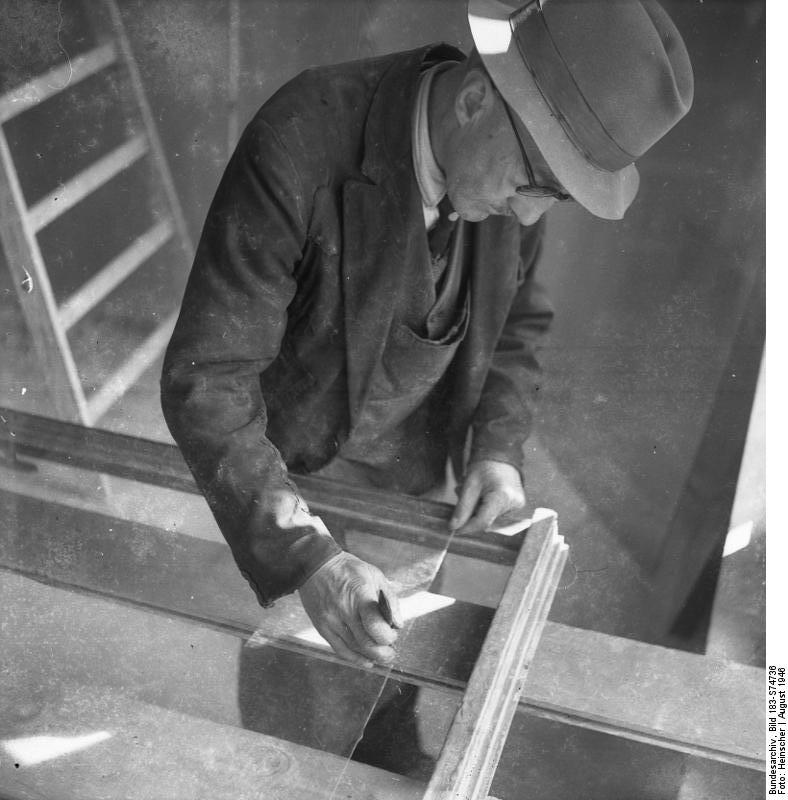
Sklenář při práci (1946, zdroj Bundesarchiv)

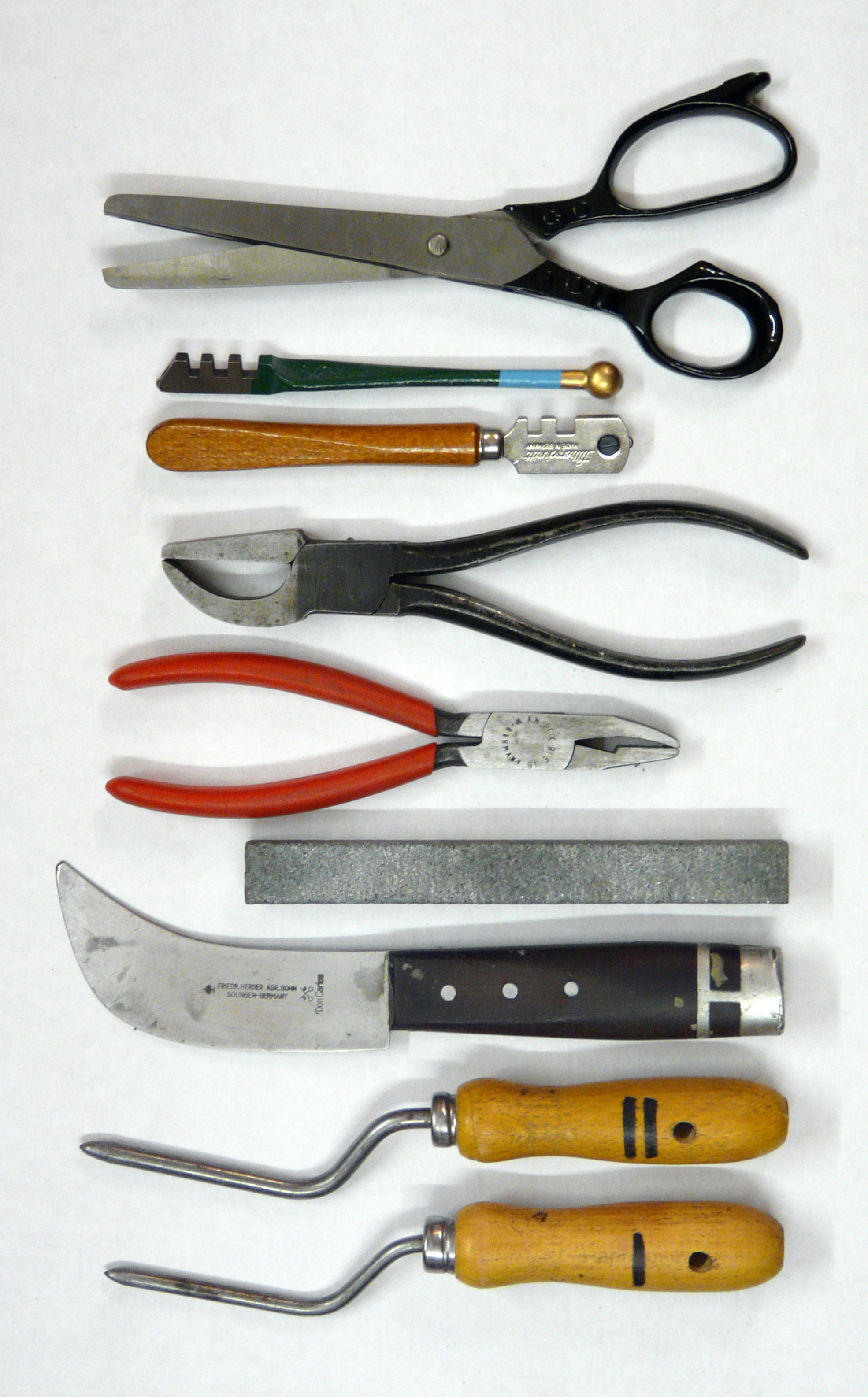
Sada sklenářského nářadí a nástrojů

Sklenář je kvalifikovaný řemeslník zabývající se řezáním, instalací a odstraňováním skla (a materiály používanými jako náhražky skla, jako jsou některé plasty) a zrcadel.
Sklenáři mohou pracovat se sklem různých druhů, povrchů a zabarvení. Řežou, brousí a poté instalují sklo do výplní jako jsou okna, dveře, zástěny, sprchové kouty, střešní okna, výklady, vitríny. Instalují také zrcadla, fasádní a balkonové sklo, interiérové stěny, stropní obklady a podobně.

## Nářadí a nástroje
Typickými pracovními nástroji a nářadím pro sklenáře jsou například řezače a řezačky skla, kleště, nosiče, nože, nástroje na hlazení tmelů, nůžky na šablony, kladívka, brusky a brousky na sklo a hrany, vrtací nástroje, pily na sklo.

## Historie
Technologie opracování a broušení skla je známa ve Středomoří už od 7. století př. n. l. Barevné mozaikové výplně oken se objevují již od antiky. Největší rozvoj vitráže souvisel zejména se stavbou středověkých katedrál. Technologie dlouhou dobu neumožňovala výrobu velkých skleněných tabulí plochého a dostatečně čirého skla, rozměrné otvory bylo nutné vyplňovat tabulemi ze spojovaných skel. Z tohoto důvodu se okenní otvory v Evropě až do středověku obvykle skládaly z dřevěných rámů pokrytých tenkými vrstvami skla, které se daly snadno nahradit. Teprve změnou výrobních metod se od 10. století začaly používat skleněné prvky, známé jako bucny (terčíky, pupky), nejprve v sakrálních a feudálních stavbách. Od 15. století se zasklívala i okna paláců, radnic a měšťanských domů, zprvu technikou vitráže, od 16. století i většími tabulkami. Ploché sklo se v Evropě vyrábělo již od 14. století. Původní ruční technologie ze 14. století spočívala ve výrobě skleněných válců a jejich následným rozstřižením a postupným rovnáním (rozžehlováním) nebo rotací skleněné baňky (roztáčením skla). Výroba klasického litého skla začala být používána již koncem 17. století. S novými technologiemi výroby plochého skla se postupně zdokonalovaly i jeho finální výrobní operace, zejména jeho následné broušení a leštění. Lité sklo také umožnilo postupné zavedení jeho strojní výroby. 
Potřeba řemeslníků, kteří zvládali zpracování a práci s plochým sklem, stále rostla, a vznikla tak profese sklenářů.